# Distribucions de Tweedie
En probabilitat i estadística, les distribucions de Tweedie són una família de distribucions de probabilitat que inclouen les distribucions gaussianes normals, gamma i inverses purament contínues, la distribució de Poisson a escala purament discreta i la classe de distribucions de Poisson-gamma compostes que tenen massa positiva a zero, però d'altra manera són continus. Les distribucions Tweedie són un cas especial de models de dispersió exponencial i sovint s'utilitzen com a distribucions per a models lineals generalitzats.
Les distribucions de Tweedie van ser batejades per Bent Jørgensen després de Maurice Tweedie, un estadístic i físic mèdic de la Universitat de Liverpool, Regne Unit, que va presentar el primer estudi exhaustiu d'aquestes distribucions el 1984.

## Definicions
Les distribucions Tweedie (reproductives) es defineixen com una subfamília de models de dispersió exponencial (DE) (reproductives), amb una relació especial mitjana - variància. Una variable aleatòria Y és Tweedie distribuïda Tw p (μ, σ2), si {\displaystyle Y\sim \mathrm {ED} (\mu ,\sigma ^{2})} amb mitjana {\displaystyle \mu =\operatorname {E} (Y)}, paràmetre de dispersió positiva {\displaystyle \sigma ^{2}} i
{\displaystyle \operatorname {Var} (Y)=\sigma ^{2}\,\mu ^{p},}
on {\displaystyle p\in \mathbf {R} } s'anomena paràmetre de potència Tweedie. La distribució de probabilitat P θ,σ 2 sobre els conjunts mesurables A, ve donada per
{\displaystyle P_{\theta ,\sigma ^{2}}(Y\in A)=\int _{A}\exp \left({\frac {\theta \cdot z-\kappa _{p}(\theta )}{\sigma ^{2}}}\right)\cdot \nu _{\lambda }\,(dz),}
per a alguna mesura σ-finita ν λ . Aquesta representació utilitza el paràmetre canònic θ d'un model de dispersió exponencial i una funció cumulant
{\displaystyle \kappa _{p}(\theta )={\begin{cases}{\frac {\alpha -1}{\alpha }}\left({\frac {\theta }{\alpha -1}}\right)^{\alpha },&{\text{for }}p\neq 1,2\\-\log(-\theta ),&{\text{for }}p=2\\e^{\theta },&{\text{for }}p=1\end{cases}}}
on hem utilitzat {\displaystyle \alpha ={\frac {p-2}{p-1}}}, o equivalent {\displaystyle p={\frac {\alpha -2}{\alpha -1}}} .

## Ocurrència i aplicacions
La llei de Taylor és una llei empírica en ecologia que relaciona la variància del nombre d'individus d'una espècie per unitat d'àrea d'hàbitat amb la mitjana corresponent mitjançant una relació poder-llei. Per al recompte de població Y amb mitjana µ i variància var(Y), s'escriu la llei de Taylor,
{\displaystyle \operatorname {var} (Y)=a\mu ^{p},}
on a i p són constants positives. Des que LR Taylor va descriure aquesta llei el 1961, s'han ofert moltes explicacions diferents per explicar-la, que van des del comportament animal, un model de caminada aleatòria, un model estocàstic de naixement, mort, immigració i emigració, fins a una conseqüència de la mecànica estadística d'equilibri i no equilibri. No hi ha consens sobre una explicació d'aquest model.